# Xocavəndi járás
A Xocavəndi járás (azeri nyelven:Xocavənd rayonu) Azerbajdzsán egyik járása. Székhelye Xocavənd.

A Xocavəndi járás elhelyezkedése Azerbajdzsánban

A vitatott státusú Hegyi-Karabahban található.

## Népesség
- 1999-ben 39 620 lakosa volt, melyből 29 593 örmény, 10 020 azeri, 7 orosz.
- 2009-ben 41 599 lakosa volt, melyből 29 583 örmény, 12 007 azeri, 8 orosz.